# Hippolyte Tisserant
Pour les articles homonymes, voir Tisserant.
Hippolyte-Jean Tisserant, né le 1er janvier 1809 à Meudon et mort le 14 octobre 1877 à Paris 9e, est un acteur français.

## Biographie
Fils d’un jardinier, il apprit le métier de peintre sur porcelaine et vint à Paris, où il se lia avec Étienne Mélingue. Entrainés tous deux vers le théâtre par un penchant irrésistible, ils finirent par abandonner chacun leur art, pour s’engager dans une troupe ambulante qui exploita la Flandre, et menèrent quelques années une vie errante et malheureuse. Rentré à Paris, en 1837, il obtint un engagement au théâtre du Gymnase, y débuta dans Schubry et la Maitresse au logis, et devint un des acteurs les plus utiles de ce théâtre.
Après une courte apparition à la Porte-Saint-Martin, dans Pied-de-fer, en 1844, il vint débuter à l’Odéon, dans le Testament d’un garçon, puis dans les Contes d'Hoffmann, avec un quadruple rôle. Là, entre autres créations, il a rempli avec le plus de succès les rôles d’Andre del Sarto, dans la pièce d’Alfred de Musset, de Rodolphe dans l’Honneur et l’argent, de Reynold dans la Bourse, de Benvenuto dans France de Simiers, de Milier dans Louise Miller, du Taupier dans l’Usurier de village, de l’oncle Million dans la pièce de ce nom, etc.
Un de ses derniers succès a été dans la Dernière idole, d’Alphonse Daudet. Il avait, dans le jeu et le débit, de la rondeur et de la verve, de la sensibilité, une franche accentuation dans les tirades de morale.
En 1865, il s’éloigna du théâtre et ne reparut sur la scène qu’en 1867, à la Porte-Saint-Martin, où il s’est fait applaudir dans plusieurs pièces, notamment dans la Closerie des genêts.
Il avait été nommé, en 1858, directeur de la scène à l’Odéon. Il a fait représenter sur ce théâtre, en 1854, avec Eugène Nus, une pièce en 5 actes intitulé le Vicaire de Wakefield. Il a aussi publié Plaidoyer pour ma maison, 1867, in-18.

## Rôles

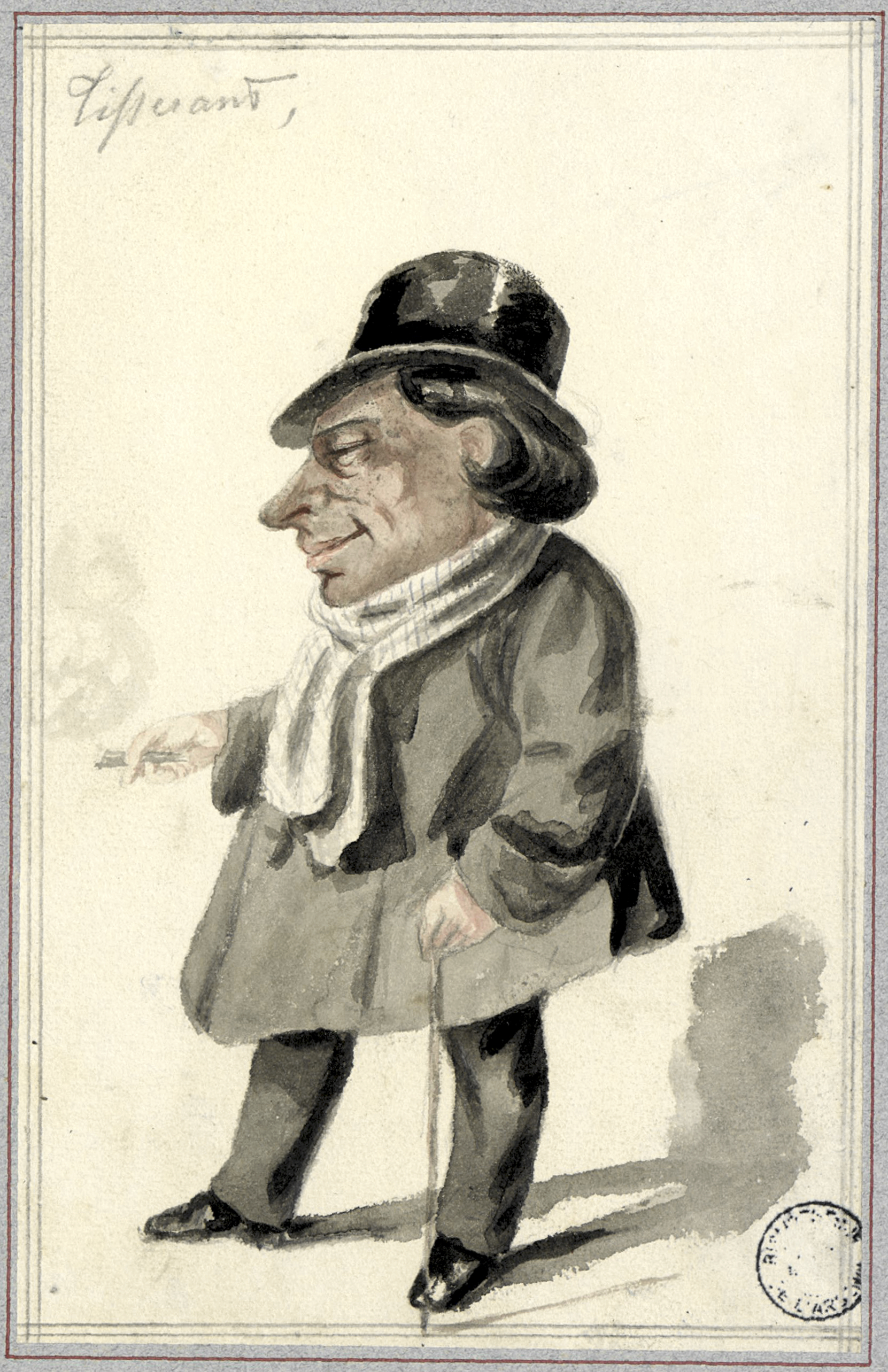
Caricature de Tisserant par Lhéritier.

- La Bourse, théâtre de l’Odéon, première représentation le 6 mai 1856.
- Cadio, théâtre de la Porte Saint-Martin, première représentation le 3 octobre 1868.
- Cicily ou Le lion amoureux, théâtre du Gymnase, première représentation le 8 décembre 1840.
- Les cinq minutes du Commandeur, théâtre de l’Odéon, première représentation le 8 mars 1852.
- Daniel Lambert, théâtre de l’Odéon, première représentation le 13 avril 1860.
- Le Doyen de Saint-Patrick, théâtre de l’Odéon, première représentation le 20 novembre 1862.
- Les Enfants de troupe, théâtre du Gymnase, première représentation le 16 janvier 1840.
- Les familles, théâtre de l’Odéon, première représentation le 6 septembre 1851.
- Hélène Peyron, théâtre de l’Odéon, première représentation le 11 novembre 1858.
- L’Honneur et l’Argent, théâtre de l’Odéon, première représentation le 16 mars 1853.
- Juanita ou Volte-face, théâtre du Gymnase, première représentation le 26 mai 1846.
- Madame de Montarcy, théâtre de l’Odéon, première représentation le 6 novembre 1856.
- La Maitresse et la Fiancée, théâtre du Gymnase, première représentation le 18 mai 1839.
- Les Marionnettes du docteur, théâtre de l’Odéon, première représentation le 29 décembre 1852.
- La Réclame, théâtre de l’Odéon, première représentation le 7 janvier 1857.
- La Revanche de Lauzun, théâtre de l’Odéon, première représentation le 19 janvier 1856.
- Le Maitre de la maison, théâtre de l’Odéon, première représentation le 1er septembre 1866.
- Un usurier de village, théâtre de la Porte Saint-Martin, première représentation le 25 novembre 1867.